# Galtellì
Galtellì is een gemeente in de Italiaanse provincie Nuoro (regio Sardinië) en telt 2422 inwoners (31-12-2004). De oppervlakte bedraagt 56,82 km², de bevolkingsdichtheid is 43 inwoners per km².

## Geografie
De gemeente ligt op ongeveer 35 m boven zeeniveau.
Galtellì grenst aan de volgende gemeenten: Dorgali, Irgoli, Loculi, Lula, Onifai, Orosei.